# Rhacopilopsis variegata
Rhacopilopsis variegata là một loài Rêu trong họ Hypnaceae. Loài này được (Welw. & Duby) M. C. Watling & O'Shea mô tả khoa học đầu tiên năm 2000.